# Civezzano
Civezzano es una localidad y comune italiana de la provincia de Trento, región de Trentino-Alto Adigio, con 3.760 habitantes.

## Evolución demográfica
| Gráfica de evolución demográfica de Civezzano entre 1861 y 2001 |
|                                                                 |
| Fuente ISTAT - elaboración gráfica de Wikipedia                 |